# Crotonia capistrata
Crotonia capistrata är en kvalsterart som beskrevs av Malcolm Luxton 1987. Crotonia capistrata ingår i släktet Crotonia och familjen Crotoniidae. Inga underarter finns listade i Catalogue of Life.